# Medinilla celebica
Medinilla celebica är en tvåhjärtbladig växtart som beskrevs av Carl Ludwig von Blume. Medinilla celebica ingår i släktet Medinilla och familjen Melastomataceae. Inga underarter finns listade i Catalogue of Life.